# Espernallac
L'espernallac, camamilla groga o camamilla de Maó (Santolina chamaecyparissus) és una planta de la família de les compostes. L'espernellac també rep altres noms comuns: camamil·la, broida femella, camamilla groga, camamilla blanca, camamilla de la Mola (a Maó), herba de Sant Joan, botja de Sant Joan, flor de Sant Joan, cordonet.
Es troba en zones pedregoses o argilenques assolellades, majoritàriament calcàries, des del nivell de la mar fins als 2.000 m d'altitud. És una mata que pot fer tres pams d'alçada quan és florida, amb nombroses tiges primes i quasi verticals que porten les inflorescències. Les fulles són esparses, lineals i amb nombrosos segments de fins a 1-2 mm situats en diverses files. Aquesta forma de les fulles dona a l'espernallac certa semblança al xiprer. Precisament, l'epítet específic chamaecyparissus vol dir xiprer nan. Les inflorescències són arrodonides, amb totes les floretes iguals i tubuloses. Sol tenir un color grisenc i tota la planta és molt aromàtica. No confondre amb la camamilla romana.

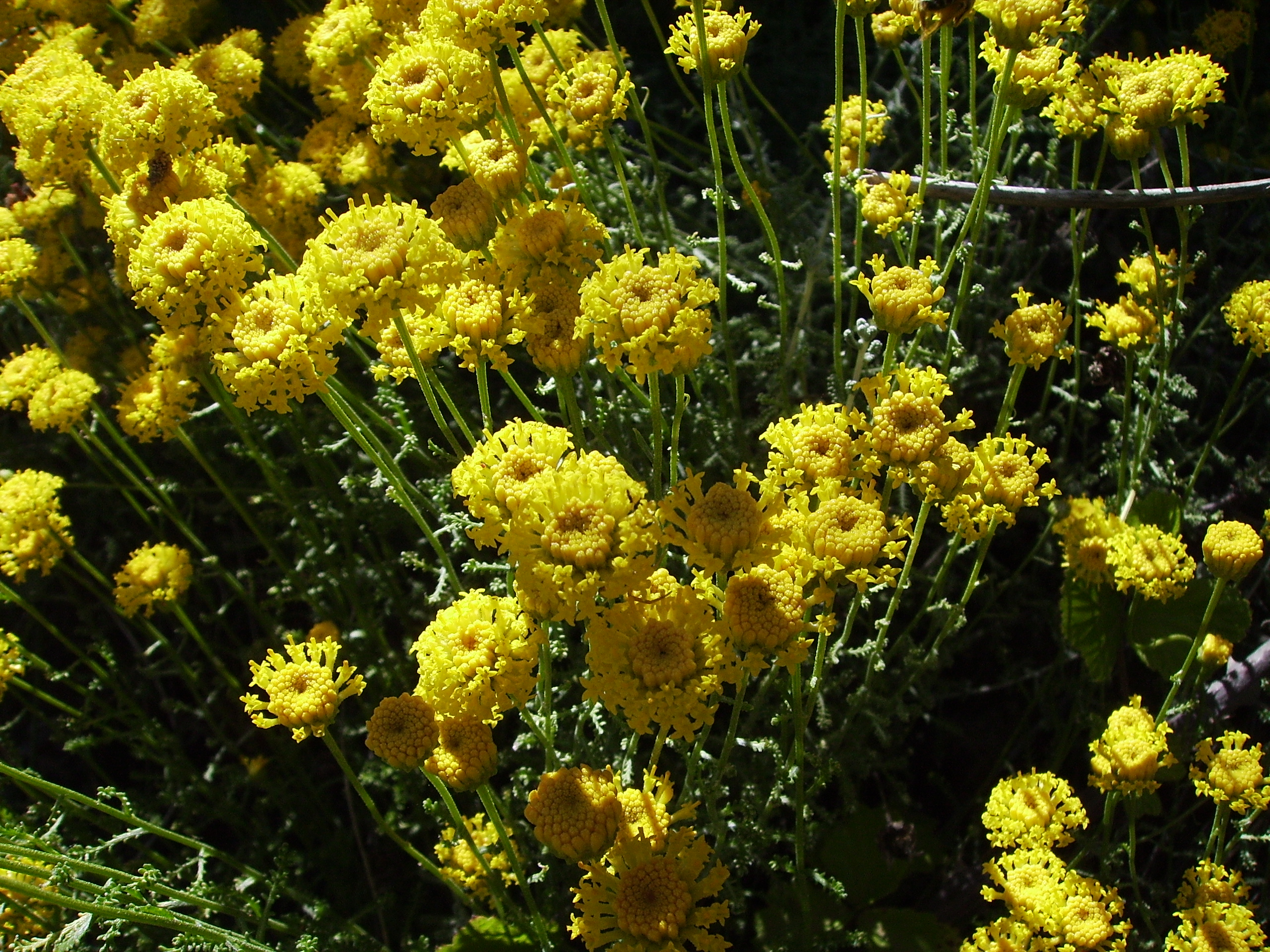
Flors d'espernallac a Castelltallat

## Usos populars
S'usava com a estomacal o digestiva, presa en infusió. També li han estat atribuïdes virtuts vulneràries, antiespasmòdiques, emmenagogues, i vermífugues. També se li atribueixen usos per a remeiar les llagues i infeccions en general. Aquests usos també s'apliquen a animals com ara les vaques.

## Subespècies
- S. chamaecyparissus subsp. chamaecyparissus
- Santolina chamaecyparissus subsp. magonica o camamil·la de muntanya
- S. chamaecyparissus subsp. pecten
- S. chamaecyparissus subsp. squarrosa